# Brosimum glaziovii
Brosimum glaziovii là một loài thực vật thuộc họ Moraceae. Đây là loài đặc hữu của Brasil. Chúng hiện đang bị đe dọa vì mất nơi sống.